# Principe de Boucle d'or
Pour les articles homonymes, voir Boucles d'or (homonymie).
Le principe de Boucle d'or (en anglais Goldilocks principle) est ainsi nommé en référence à l'histoire de Boucle d'or et les Trois Ours, dans laquelle une petite fille du nom de Boucle d'or goûte trois différents bols de porridge, et elle découvre qu'elle préfère la bouillie qui n'est ni trop chaude, ni trop froide, mais juste à la bonne température. Cette notion a été appliquée à un large éventail de disciplines, notamment la psychologie du développement, la biologie, l'astronomie, l'économie et l'ingénierie.

## Psychologie du développement
Dans les sciences cognitives et la psychologie du développement, l'effet ou principe Boucle d'or se réfère à la préférence d'un nourrisson pour assister à des événements qui ne sont ni trop simples, ni trop complexes en fonction de leur représentation du monde. Cet effet a été observé chez les nourrissons, qui sont moins susceptibles de détourner le regard d'une séquence visuelle lorsque l'événement en cours est moyennement probable, telle que mesuré par modèle d'apprentissage idéalisé.

## Astrobiologie

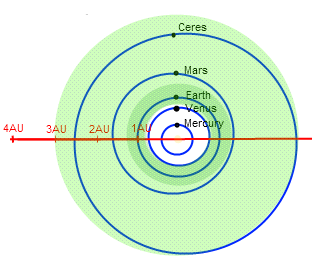
La zone habitable du système solaire. En vert foncé une estimation prudente et en vert clair une estimation plus large de la région dans laquelle les conditions propices à la vie existent.

Dans l'astrobiologie, la zone de Boucle d'or (en anglais Goldilocks zone) fait référence à la zone habitable autour d'une étoile. L'hypothèse de la Terre rare utilise le principe de Boucle d'or comme argument selon lequel une planète ne doit être ni trop loin, ni trop près de l'étoile ou du centre de la galaxie pour permettre de soutenir la vie, tandis qu'à l'extérieur de cette zone, une planète serait incapable de soutenir la vie. Dans cette hypothèse restrictive ou « prudente », idéalement, une planète compatible avec l'émergence de la vie telle que nous la connaissons ne doit être ni trop chaude ni trop froide, afin de pouvoir contenir de l'eau sous ses trois états liquide, solide, et gazeux. 
Une telle planète est familièrement appelée « planète Boucles d'or »,.

## Pharmacie
En pharmacie, il peut faire référence à un médicament qui peut contenir à la fois des propriétés d'antagoniste (inhibiteur) et d'agoniste (excitateur). Par exemple, les antipsychotiques Aripirazole causent l'antagonisme de récepteurs Dopaminergiques D2 dans des domaines tels que le circuit de la zone du cerveau (qui montrent une augmentation de l'activité de la dopamine dans la psychose), mais aussi l'agonisme des récepteurs de la dopamine dans les domaines de l'hypoactivité de la dopamine, comme les zones mésocorticales.

## Économie
En économie, une économie de Boucle d'or soutient une croissance économique modérée et une faible inflation, ce qui permet une politique monétaire propice à l'économie de marché. Une économie de Boucle d'or émerge lorsque le prix des produits de base se trouve entre un marché baissier et un marché haussier. Un prix Boucle d'or est une stratégie de marketing qui, bien que n'étant pas directement liée au principe de Boucle d'or, utilise la différenciation des produits pour proposer trois versions d'un produit pour atteindre différentes parties du marché: une version haut de gamme, une milieu de gamme et une version bas de gamme.

## Communication
Dans la communication, le principe de Boucle d'or décrit la quantité, le type et le détail de la communication nécessaire dans un système afin de maximiser l'efficacité tout en minimisant la redondance et l'excès.

## Mathématiques
En mathématiques, la « zone de Boucle d'or » est souvent utilisée pour désigner « l'aire étagère » quasi horizontale de nombreux polynômes de troisième degré et supérieurs, tels que ƒ(x) = x3. Elle est parfois strictement définie comme la zone pour laquelle la pente de l'ordre de dérivation ne doit pas excéder ±15° par rapport à l'horizontale, bien que des définitions plus techniques fondées sur les taux de variation soient parfois utilisées.